# Oceanische kampioenschappen wielrennen 2024 – Individuele tijdrit vrouwen junioren
De individuele tijdrit voor vrouwen junioren op de Oceanische kampioenschappen wielrennen 2024 werd gehouden op 13 april. De deelneemsters moesten een parcours van 20,2 kilometer in en rond Mount Walker afleggen. De Australische Lilyth Jones behaalde haar vierde continentale titel van het jaar, na eerder al drie gouden medailles op de baan te hebben veroverd. Ze volgde Felicity Wilson-Haffenden op als winnaar. Jones' tijd was sneller dan die van Maddison Taylor, die later op de dag en op hetzelfde parcours de bronzen medaille veroverde bij de elitevrouwen.
Elf rensters uit Australië stonden op de startlijst, aangevuld met vijf Nieuw-Zeelandse rensters. De Nieuw-Zeelandse Elena Worrall en Lauren Bates en Amelie Sanders uit Australië startten uiteindelijk niet.

## Uitslag
| Plaats | Naam                  | Tijd       |
| ------ | --------------------- | ---------- |
| Goud   | Lilyth Jones          | 30'04,48"  |
| Zilver | Kirsty Watts          | + 0,28"    |
| Brons  | Nicole Duncan         | + 37,70"   |
| 4      | Alex Rawlinson        | + 1'05,80" |
| 5      | Emily Dixon           | + 1'17,94" |
| 6      | Milana Freer          | + 1'24,12" |
| 7      | Miriam Sinnerbrink    | + 2'09,16" |
| 8      | Isabelle Russell      | + 2'43,05" |
| 9      | Madeleine Wasserbaech | + 3'33,75" |
| 10     | Anna Dubier           | + 3'34,99" |
| 11     | Millie Donald         | + 4'06,97" |
| 12     | Rosie Jackson         | + 5'42,97" |
| 13     | Hayley Dell           | + 6'05,80" |